# Lepthyphantes incertissimus
Lepthyphantes incertissimus là một loài nhện trong họ Linyphiidae.
Loài này thuộc chi Lepthyphantes. Lepthyphantes incertissimus được Lodovico di Caporiacco miêu tả năm 1935.